# Eupithecia extrinseca
Eupithecia extrinseca är en fjärilsart som beskrevs av András Vojnits och De Laever 1978. Eupithecia extrinseca ingår i släktet Eupithecia och familjen mätare. Inga underarter finns listade i Catalogue of Life.